# Oxypoda abdominalis
Oxypoda abdominalis är en skalbaggsart som först beskrevs av Mannerheim 1830.  Oxypoda abdominalis ingår i släktet Oxypoda, och familjen kortvingar. Arten är reproducerande i Sverige.